# Puya × berteroniana
Puya × berteroniana, egzotična hibridna biljna vrsta u redu travolike koja pripada porodici Bromeliaceae, i rodu Puya. Raste čileanskim planinama, a neobična je po tome što naraste do šest metara visine i ima neobičnu tirkiznu boju cvijeta, koja se rijetko viđa u prrirodi.
Ova vrsta može podnesti temperature do –7°C, ali voli mnogo sunca. Danas se uzgaja i kao ukrasna biljka.